# Activ radio
Activ Radio est une station de radio privée française de catégorie B émettant depuis Saint-Étienne. Disposant de plusieurs fréquences dans le département de la Loire, il s'agit de la station indépendante la plus écoutée dans l’agglomération stéphanoise et la troisième station la plus écoutée dans la Loire, derrière France Inter et RMC. 
Adoptant dès l’origine un format généraliste, elle mêle émissions thématiques (matinale, libre antenne, jeux et sport — reprise en direct des matchs de l'A.S. Saint-Étienne et de l’équipe locale de basketball de la Chorale de Roanne, avec lesquels elle a signé un partenariat), informations locales et nationales et musique (variétés, musiques actuelles, musique électronique en soirée).
En 2013, elle signe une convention de partenariat avec la préfecture de la Loire relative à l'information de la population en cas d'alerte, et devient la station référente au niveau départemental en cas de « situation de crise relevant de la sécurité et de la défense civile ». 
Elle adhère au Syndicat interprofessionnel des radios et télévisions indépendantes et au groupement d’intérêt économique Les Indés Radios.

## Historique
Activ Radio est l'héritière de Radio Forez Montbrison, une des nombreuses « radio libres » issue de la libéralisation des ondes au début des années 1980.  
Lancée en 1982, elle fonctionne sur un mode associatif pendant de nombreuses années, avant de devenir une station commerciale en 1997 sous le nom de « Forez FM ».  
En mai 2003, elle est reprise par Maxence Bertholon (technicien à RCF Saint-Étienne) et Romain Mazodier (animateur sur Radio Scoop), désirant tous deux donner un second souffle à cette station emblématique du Forez. Son nom est changé peu après, au moment de son lancement effectif le 22 septembre, afin de gommer l’image jugée « un peu vieillotte » de Forez FM. 
Modeste station locale émettant dans un périmètre relativement restreint autour de Montbrison, une ville de 15 000 habitants située à une trentaine de kilomètres de Saint-Étienne, elle obtient l’autorisation de couvrir l’agglomération stéphanoise en 2006, soit un bassin d’auditeurs potentiels de 400 000 personnes, et emménage dans de nouveaux studios au 5 place Jean-Plotton en juin 2007. Deux ans après ses débuts à dans la même ville, elle réunit quotidiennement 27 600 auditeurs et se hisse en tête des radios musicales de l’agglomération, et en seconde position toutes stations confondues, juste derrière France Info. Sa progression sur la période 2005-2006 atteignait pas moins de 160%. 
En 2010, elle passe dans le trio de tête des radios les plus écoutées au niveau départemental, avec 10,5 % de part d’audience (derrière France Inter et ses 12 % et RMC et ses 10,9 %), alors qu'elle n'était qu'en septième position l'année précédente. La station obtient une nouvelle fréquence dans l’agglomération de Roanne au mois d’octobre 2011 (101.6 FM). Elle devient, dès le début de la saison 2011-2012, la radio officielle de la Chorale Roanne Basket et diffuse tous les matches de cette équipe Roannaise de basket sur son antenne locale; elle est également la seule à reprendre en direct la plupart des matchs des « Verts » de l'A.S. Saint-Étienne depuis l'arrêt des retransmissions sur Radio Scoop en 2013. 
A la rentrée 2012, Activ radio change pour la deuxième fois d'identité visuelle (nouveau logo, top son horaire et jingles publicitaires) et se dote d'une application pour smartphones (iPhone et Android). L'émission Activ Chart est remplacée par une heure de hits sans interruption . Dans la matinale de nouvelles rubriques font leur apparition. Chaque jour est diffusée une chanson méconnue, passant peu sur les ondes locales ou nationales, signalée par le jingle « hit surprise » . Dans le même temps, l’enquête Médialocales révèle une augmentation importante du nombre d’auditeurs réguliers, qui passe à 67800 personnes par jour. En 2010 et 2012, Activ organise, au zénith de Saint-Étienne, deux grandes soirées au profit d'organisations caritatives, en invitant sur scène des artistes comme Big Ali ou Julien Doré. A la rentrée 2013, Activ élargit ses programmes interactifs aux week-ends : un journaliste en direct les samedi et dimanche pour l'actu locale et l'info trafic ou encore des dédicaces. Un nouveau rendez-vous apparait en semaine dans le 16/19 : le casse-tête, avec des cadeaux insolites à gagner, en plus des opérations habituelles. Cette même année, la station signe une convention de partenariat avec la préfecture de la Loire et devient la station référente en cas de situation de crise. Elle s'engage ainsi à servir de canal aux autorités et à la protection civile « en cas de crise relevant de la sécurité et de la défense civile ». 
L'année 2014 marquera le renouveau des studios de la place Jean-Plotton, après plus d'un an de travaux. Une soirée d'inauguration est organisée en juin, à la fin de la saison radio 2013-2014. L’année sera également marquée par une nouvelle progression, la station passant en seconde position dans l’agglomération stéphanoise avec 12,6 % de parts d’audience, juste derrière France Info.
En 2017, la station bat son record historique d’audience après la publication des sondages Médiamétrie pour la saison 2016-2017, et dépasse pour la première fois la barre des 70.000 auditeurs quotidiens (AC 13 ans et plus). La fin de cette saison fut marquée par le départ du commentateur emblématique des matchs de l’ASSE, Timothée Maymon, et de nombreux renouvellement au sein des équipes (régie, rédaction et animation).
Christophe fait notamment son arrivée au 16/20 la semaine et Romain devenant l’animateur du « hit activ ».
A la rentrée 2018, Activ s'offre un nouveau logo qui redynamise son image. Il garde la même police d'écriture que le précédent pour les mots « activ radio » mais ne comporte plus une flèche jaune comme les deux autres auparavant. Il est désormais uniquement bleu.

## Identité visuelle

Logo de 2006 à 2012.
Logo de octobre 2012 à septembre 2018
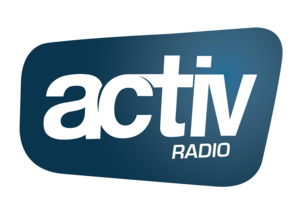
Logo depuis septembre 2018

## Programmation

### Événementiel
- Du 9 mars au 9 avril 2017, Activ Radio s'associait avec la 10e Biennale internationale du design de Saint-Étienne, retransmettant des émissions en direct[12].
- Le 1er juin 2023, Activ Radio organise un concert multi-artistes au Zénith de Saint-Étienne avec 5 000 auditeurs.

## Annexe